# Implicazione logica

Diagramma di Venn dell'implicazione logica

Il termine implicazione logica si riferisce al legame che esiste tra una proposizione (antecedente) e un'altra proposizione (conseguente) in modo da metterne in relazione i rispettivi valori di verità.

## Descrizione
È necessario distinguere tra implicazione logica "materiale", che riguarda la definizione formale delle due proposizioni, a prescindere dalla relazione di causa-effetto tra la prima e la seconda, e implicazione logica "semantica", che appunto tiene conto del significato della prima proposizione che, solo se vera, impone la verità della seconda proposizione. In parole povere, la definizione formale riconosce sempre vera una implicazione, salvo il caso in cui la prima proposizione sia vera e la seconda falsa. Così una proposizione falsa "implica" qualunque altra proposizione, vera o falsa che sia. La definizione semantica richiede invece che la prima proposizione sia vera per stabilire la verità o falsità della implicazione. Una proposizione antecedente, se falsa, non può implicare alcunché.
Talvolta, per distinguere i due tipi di implicazione a cui ci si riferisce, si usa il simbolo della freccia destra singolo ({\displaystyle \rightarrow }) o doppio ({\displaystyle \Rightarrow }) rispettivamente.
La distinzione è stata dibattuta fin dai tempi dei filosofi greci, tanto che l'implicazione logica materiale è anche conosciuta come "implicazione filoniana" (da Filone di Megara, III secolo a.C.), e l'altra come "implicazione diodorea" (da Diodoro Crono, IV secolo a.C.). In tempi moderni C.S. Peirce (1839 - 1914) concluse che per gli aspetti elementari della Logica era più conveniente accettare l'implicazione materiale.

## Implicazione logica materiale
In matematica, l'implicazione logica (simbolo {\displaystyle \rightarrow }) è un connettivo logico attraverso il quale, a partire da due proposizioni A e B, si forma una nuova proposizione chiamata A implica B e scritta {\displaystyle A\rightarrow B} la quale è falsa nel solo caso in cui A sia vera e B sia falsa. In particolare A implica B è vera se A è falsa qualunque sia il valore di verità di B.
Questa definizione si può riassumere mediante la seguente tabella di verità:
| {\displaystyle {\mathcal {A}}} | {\displaystyle {\mathcal {B}}} | {\displaystyle {\mathcal {A}}\rightarrow {\mathcal {B}}} |
| F                              | F                              | V                                                        |
| F                              | V                              | V                                                        |
| V                              | F                              | F                                                        |
| V                              | V                              | V                                                        |
| ------------------------------ | ------------------------------ | -------------------------------------------------------- |
L'implicazione logica può essere vista anche come una relazione, due proposizioni sono in relazione se il risultato dell'operatore logico implicazione è VERO, questo aspetto è particolarmente evidente nel linguaggio comune dove l'implicazione è espressa nella forma “se A allora B”, così ad esempio ci risulta naturale la comprensione di:
“se piove allora ci sono nuvole in cielo“
e l'unica possibilità che tale affermazione sia falsa è quella di verificare che in un dato momento piova ma NON ci siano nuvole in cielo. Supponendo che sia vera {\displaystyle {\mathcal {A}}\rightarrow {\mathcal {B}}} questa può anche essere espressa nei seguenti modi:
- {\displaystyle {\mathcal {A}}} è condizione sufficiente per {\displaystyle {\mathcal {B}}};
- {\displaystyle {\mathcal {B}}} è condizione necessaria per {\displaystyle {\mathcal {A}}};

applicando tali modi all'esempio precedente rispetto al linguaggio comune possiamo affermare che condizione sufficiente perché in cielo ci siano nuvole è che piova, così come condizione necessaria perché piova è che in cielo ci siano nuvole. Uno sguardo più approfondito alla tabella di verità ci suggerisce tuttavia un modo per esprimere l'implicazione come risultato di espressioni logiche basate sui connettivi logici di “congiunzione” {\displaystyle \land }, “disgiunzione” {\displaystyle \lor } e “negazione” {\displaystyle \lnot }.
{\displaystyle {\mathcal {A}}\rightarrow {\mathcal {B}}}
è equivalente a:
{\displaystyle \neg {\mathcal {A}}\lor {\mathcal {B}}} (i)
ossia, applicando i teoremi di De Morgan,
{\displaystyle \neg \left({\mathcal {A}}\land \neg {\mathcal {B}}\right).} (ii)
Da tali notazioni emerge immediatamente che {\displaystyle {\mathcal {A}}\rightarrow {\mathcal {A}}} è una proposizione sempre vera indipendentemente dal valore di {\displaystyle {\mathcal {A}}}. La notazione {\displaystyle \rightarrow } quindi è di per sé superflua, ma giustificata tuttavia dall'uso frequente che ne deriva dall'attività di deduzione, in questo contesto le proposizioni coinvolte vengono chiamata ipotesi: {\displaystyle {\mathcal {A}}}, tesi: {\displaystyle {\mathcal {B}}}, e teorema: {\displaystyle {\mathcal {A}}\rightarrow {\mathcal {B}}} (si noti che il teorema può essere posto in altre forme si veda infatti la deduzione è un caso particolare di inferenza), provare la veridicità di quest'ultima significa verificare la veridicità della tesi (dimostrare il teorema), la formalizzazione dei teoremi in questo modo ha il nome in logica di “modus ponens”. Possiamo inoltre notare come si possa riscrivere la (i) così:
{\displaystyle \neg \left({\mathcal {A}}\right)\lor \neg \left(\neg {\mathcal {B}}\right)} (iii)
ossia
{\displaystyle \neg \left(\neg {\mathcal {B}}\right)\lor \neg \left({\mathcal {A}}\right),}
e quindi per la (i) è equivalente a
{\displaystyle \neg {\mathcal {B}}\rightarrow \neg {\mathcal {A}}.} (iv)
questa forma viene chiamata contronominale della {\displaystyle {\mathcal {A}}\rightarrow {\mathcal {B}}} ed è a questa equivalente, e spesso viene usata nella dimostrazione dei teoremi invece di quest'ultima. Tornando all'esempio in linguaggio naturale potremo scrivere la forma contronominale come:
“se non ci sono nuvole in cielo allora non piove“
Un'altra strada per la dimostrazione di {\displaystyle {\mathcal {A}}\rightarrow {\mathcal {B}}} consiste nel tentare di dedurre da {\displaystyle \neg \left({\mathcal {A}}\rightarrow {\mathcal {B}}\right)} una contraddizione, cioè una proposizione {\displaystyle {\mathcal {C}}} sempre falsa del tipo {\displaystyle {\mathcal {P}}\land \neg {\mathcal {P}}}, in tale caso si parla di dimostrazione per assurdo.
Se infatti otteniamo la dimostrazione di
{\displaystyle \neg \left({\mathcal {A}}\rightarrow {\mathcal {B}}\right)\rightarrow {\mathcal {C}}}
con {\displaystyle {\mathcal {C}}} sempre falsa e per la (iv) si ha anche
{\displaystyle \neg {\mathcal {C}}\rightarrow \left({\mathcal {A}}\rightarrow {\mathcal {B}}\right),}
dove {\displaystyle \neg {\mathcal {C}}} è sempre vera perché negazione di una contraddizione, e impone quindi la veridicità di {\displaystyle {\mathcal {A}}\rightarrow {\mathcal {B}}}. Riguardando la tabella di verità dell'implicazione notiamo che se {\displaystyle {\mathcal {C}}} è sempre falsa allora {\displaystyle {\mathcal {A}}\rightarrow {\mathcal {B}}} è sempre vera e andrà, quindi, posta particolare attenzione alle ipotesi: se sono false la dimostrazione riuscirà ma le deduzioni che ne trarremo sulla tesi saranno vuote di significato (la stessa può essere vera o falsa). Fin dall'antichità infatti è noto come da premesse false si possa dedurre ciò che si vuole. L'operazione di implicazione gode inoltre della seguente proprietà:
{\displaystyle \left[\left({\mathcal {A}}\rightarrow {\mathcal {B}}\right)\land \left({\mathcal {B}}\rightarrow {\mathcal {C}}\right)\right]\rightarrow \left({\mathcal {A}}\rightarrow {\mathcal {C}}\right).}(v)
Per dimostrarla possiamo usare la regola deduttiva: assumere vera la
{\displaystyle \left({\mathcal {A}}\rightarrow {\mathcal {B}}\right)\land \left({\mathcal {B}}\rightarrow {\mathcal {C}}\right),}
poi dimostrare la veridicità della (v) e quindi dedurre {\displaystyle {\mathcal {A}}\rightarrow {\mathcal {C}}}. Abbiamo inoltre bisogno di sapere che:
{\displaystyle \left[\left({\mathcal {A}}\land {\mathcal {B}}\right)\lor \neg {\mathcal {B}}\right]=\left({\mathcal {A}}\lor \neg {\mathcal {B}}\right),}
così come
{\displaystyle \left[\left({\mathcal {A}}\lor {\mathcal {B}}\right)\land \neg {\mathcal {B}}\right]=\left({\mathcal {A}}\land \neg {\mathcal {B}}\right).} (vi)
Per la dimostrazione delle quali possiamo valutare le rispettive tabelle di verità, o considerare la proprietà distributiva della congiunzione e disgiunzione logica e la dualità delle algebre di Boole rispetto a tali connettivi. Tornando alla (v) togliamo dall'espressione il segno di implicazione e otteniamo:
{\displaystyle \left[\left(\neg {\mathcal {A}}\lor {\mathcal {B}}\right)\land \left(\neg {\mathcal {B}}\lor {\mathcal {C}}\right)\right]\rightarrow \left(\neg {\mathcal {A}}\lor {\mathcal {C}}\right)}
e quindi:
{\displaystyle \neg \left[\left(\neg {\mathcal {A}}\lor {\mathcal {B}}\right)\land \left(\neg {\mathcal {B}}\lor {\mathcal {C}}\right)\right]\lor \left(\neg {\mathcal {A}}\lor {\mathcal {C}}\right)}
ossia
{\displaystyle \neg \left(\neg {\mathcal {A}}\lor {\mathcal {B}}\right)\lor \neg \left(\neg {\mathcal {B}}\lor {\mathcal {C}}\right)\lor \left(\neg {\mathcal {A}}\lor {\mathcal {C}}\right)}
e ancora
{\displaystyle \left({\mathcal {A}}\land \neg {\mathcal {B}}\right)\lor \left({\mathcal {B}}\land \neg {\mathcal {C}}\right)\lor \neg {\mathcal {A}}\lor {\mathcal {C}}.}
Riordinando i termini e tenendo presente la (vi) arriviamo quindi a scrivere:
{\displaystyle \neg {\mathcal {B}}\lor \neg {\mathcal {A}}\lor {\mathcal {B}}\lor {\mathcal {C}},}
dove la presenza di {\displaystyle \neg {\mathcal {B}}\lor {\mathcal {B}}} ci dice che è sempre vera cioè è una tautologia e la nostra tesi è dimostrata.
Diodoro e C.I.Lewis stabilirono un nesso di necessità fra la posizione antecedente e quella conseguente, nell'ambito della logica modale. Secondo la loro interpretazione, dire "se A è...allora è B" equivale ad affermare "se A è..., allora necessariamente B è".
Il logico William Parry arrivò a affermare che per evitare i paradossi della logica formale, si deve postulare l'esistenza di un rapporto di senso fra la proposizione antecedente e la conseguente, per il quale la premessa maggiore già contiene la conseguenza. Sul piano temporale della causalità, ciò equivale ad accettare l'asserto classico secondo cui "l'effetto non può essere maggiore della causa" (la conseguenza maggiore delle premesse) e la natura non possa quindi creare l'essere o l'ente.

## Coimplicazione
Se accade che valgano contemporaneamente {\displaystyle {\mathcal {A}}\rightarrow {\mathcal {B}}} e {\displaystyle {\mathcal {B}}\rightarrow {\mathcal {A}}} cioè che sia vera la:
{\displaystyle \left({\mathcal {A}}\rightarrow {\mathcal {B}}\right)\land \left({\mathcal {B}}\rightarrow {\mathcal {A}}\right),} (iv)
allora possiamo esprimere questo fatto con un nuovo connettivo che chiameremo coimplicazione (o doppia implicazione logica):
{\displaystyle {\mathcal {A}}\leftrightarrow {\mathcal {B}},}
Tale definizione permette di applicare le regole del modus ponendo ponens e del modus tollendo tollens, che sono appunto riservate alla sola operazione logica di implicazione materiale.
Potremo anche esprimerla dicendo che:
- {\displaystyle {\mathcal {A}}} è condizione necessaria e sufficiente per {\displaystyle {\mathcal {B}}}

o che
- {\displaystyle {\mathcal {A}}} e {\displaystyle {\mathcal {B}}} sono logicamente equivalenti.

La coimplicazione è anche detta doppia implicazione o bicondizionale, è l'unico dei connettivi logici a essere dato dalla combinazione di altri due connettivi: congiunzione logica e implicazione logica, come risulta dalla (iv).
La tabella di verità per tale connettivo è:
| {\displaystyle {\mathcal {A}}} | {\displaystyle {\mathcal {B}}} | {\displaystyle {\mathcal {A}}\rightarrow {\mathcal {B}}} | {\displaystyle {\mathcal {B}}\rightarrow {\mathcal {A}}} | {\displaystyle {\mathcal {A}}\leftrightarrow {\mathcal {B}}} |
| 0                              | 0                              | 1                                                        | 1                                                        | 1                                                            |
| 0                              | 1                              | 1                                                        | 0                                                        | 0                                                            |
| 1                              | 0                              | 0                                                        | 1                                                        | 0                                                            |
| 1                              | 1                              | 1                                                        | 1                                                        | 1                                                            |
Come ogni relazione di equivalenza essa gode delle proprietà riflessiva, commutativa e transitiva: riflessiva perché {\displaystyle {\mathcal {A}}\rightarrow {\mathcal {A}}} è sempre vera come abbiamo visto,
commutativa per definizione, transitiva per la (v) al punto precedente.
Spesso i teoremi sono impostati su equivalenze logiche per più di 2 proposizioni:
{\displaystyle \left({\mathcal {A}}_{1}\leftrightarrow {\mathcal {A}}_{2}\right)\land \left({\mathcal {A}}_{2}\leftrightarrow {\mathcal {A}}_{3}\right)\land \ldots \land \left({\mathcal {A}}_{N-1}\leftrightarrow {\mathcal {A}}_{N}\right)}
per brevità (di dimostrazione), in tale caso si usa la seguente forma:
{\displaystyle \left({\mathcal {A}}_{1}\rightarrow {\mathcal {A}}_{2}\right)\land \left({\mathcal {A}}_{2}\rightarrow {\mathcal {A}}_{3}\right)\land \ldots \land \left({\mathcal {A}}_{N-1}\rightarrow {\mathcal {A}}_{N}\right)\land \left({\mathcal {A}}_{N}\rightarrow {\mathcal {A}}_{1}\right).}
Che le due espressioni siano equivalenti lo si deduce anche in questo caso dalla proprietà (v) dell'implicazione.

## L'implicazione dal punto di vista insiemistico
Può essere utile ai fini della piena comprensione dell'implicazione logica mettersi in un'ottica di tipo insiemistico. 
L'implicazione {\displaystyle {\mathcal {A}}\rightarrow {\mathcal {B}}} può essere letta anche come {\displaystyle {\mathcal {A}}\subseteq {\mathcal {B}}}. Notiamo, infatti, che la proposizione logica scritta significa che se vale la proprietà {\displaystyle {\mathcal {A}}}, allora deve necessariamente valere anche la proprietà {\displaystyle {\mathcal {B}}}; ciò equivale al fatto che l'insieme degli elementi che soddisfano la proprietà {\displaystyle {\mathcal {A}}} deve essere contenuto nell'insieme degli elementi che soddisfano la proprietà {\displaystyle {\mathcal {B}}}.
Abbiamo visto che {\displaystyle {\mathcal {A}}\rightarrow {\mathcal {B}}} equivale a dire {\displaystyle \neg {\mathcal {B}}\rightarrow \neg {\mathcal {A}}}; questa ultima implicazione, equivale a dire che se un elemento non soddisfa la proprietà {\displaystyle {\mathcal {B}}}, cioè non sta nell'insieme degli elementi soddisfacenti tale proprietà, allora non deve soddisfare neanche la proprietà {\displaystyle {\mathcal {A}}}: questo ha un immediato riscontro in quanto detto prima: se un elemento non sta in {\displaystyle {\mathcal {B}}}, poiché {\displaystyle {\mathcal {A}}\subseteq {\mathcal {B}}}, esso non potrà stare neppure in {\displaystyle {\mathcal {A}}}.
Vediamo adesso la nozione di equivalenza (o coimplicazione): abbiamo che {\displaystyle {\mathcal {A}}\leftrightarrow {\mathcal {B}}}, cioè che {\displaystyle \left({\mathcal {A}}\rightarrow {\mathcal {B}}\right)\land \left({\mathcal {B}}\rightarrow {\mathcal {A}}\right)}: quindi {\displaystyle \left({\mathcal {A}}\subseteq {\mathcal {B}}\right)\land \left({\mathcal {B}}\subseteq {\mathcal {A}}\right)}: l'ovvia conseguenza è {\displaystyle {\mathcal {A}}={\mathcal {B}}}. Infatti, la prima implicazione significa che un elemento che soddisfa la proprietà {\displaystyle {\mathcal {A}}} deve soddisfare anche la {\displaystyle {\mathcal {B}}}, mentre la seconda dice che un elemento che soddisfa la proprietà {\displaystyle {\mathcal {B}}}, deve necessariamente soddisfare anche la {\displaystyle {\mathcal {A}}}. Ne segue che gli elementi che soddisfano la prima proprietà sono tutti e soli quelli che soddisfano anche la seconda.
Da questa lettura insiemistica dell'implicazione logica, possiamo anche ricavare le nozioni di condizioni necessarie e condizioni sufficienti: se {\displaystyle {\mathcal {A}}\rightarrow {\mathcal {B}}}, cioè se {\displaystyle {\mathcal {A}}\subseteq {\mathcal {B}}}, allora:
- non è necessario che un elemento stia in {\displaystyle {\mathcal {A}}} affinché stia in {\displaystyle {\mathcal {B}}}: esistono infatti elementi di {\displaystyle {\mathcal {B}}} che non stanno in {\displaystyle {\mathcal {A}}}
- è sufficiente che un elemento stia in {\displaystyle {\mathcal {A}}}, per poter concludere che sta anche in {\displaystyle {\mathcal {B}}}: ogni elemento di {\displaystyle {\mathcal {A}}} infatti è anche un elemento di {\displaystyle {\mathcal {B}}}
- è necessario che un elemento stia in {\displaystyle {\mathcal {B}}}, affinché possa stare in {\displaystyle {\mathcal {A}}}: se infatti tale elemento fosse fuori da {\displaystyle {\mathcal {B}}}, non potrebbe in nessun caso essere dentro {\displaystyle {\mathcal {A}}}
- non è sufficiente che un elemento stia in {\displaystyle {\mathcal {B}}} per poter concludere che sta anche in {\displaystyle {\mathcal {A}}}: come detto prima, esistono certamente elementi appartenenti a {\displaystyle {\mathcal {B}}} ma non ad {\displaystyle {\mathcal {A}}}.

## Sequenti e implicazioni
Sequenti e implicazioni trovano impiego nella logica formale di tipo proposizionale all'interno della quale sono due operatori logici distinti. Se l'implicazione opera su singole variabili proposizionali, il sequente opera su metavariabili (indicate con le lettere dell'alfabeto greco), che sono liste ordinate di variabili proposizionali. Queste ultime possono anche essere liste vuote di elementi oppure composte da un'unica variabile proposizionale (un singolo enunciato). La metavariabile proposizionale può essere quindi considerata come una generalizzazione della variabile proposizionale, mentre il connettivo logico chiamato sequente è una formalizzazione compatta, condensata in un numero minore di righe, di un sistema di proposizioni più complesso se espresso mediante una serie di implicazioni logiche. I sequenti introducono la tesi che si intende dimostrare, ma ordinariamente non sono utilizzano nel corso delle dimostrazioni di logica formale.
La premessa e la conclusione di un sequente possono essere convertiti nelle proposizioni antecedente e conseguente di un'implicazione logica: per convenzione, le proposizioni formali della premessa si intendono separate da un operatore di congiunzione logica, mentre quelle della conclusione si intendono separate da un operatore di disgiunzione logica non esclusiva.
In termini più astratti, un sequente opera sul metalinguaggio, laddove invece l'implicazione opera sul linguaggio oggetto. Ad esempio, nell'enunciato “la proposizione Q è falsa", la sola lettera Q delimita una proposizione del linguaggio, mentre l'intero insieme di parole racchiuse tra virgolette indica una proposizione del metalinguaggio.

Il metalinguaggio è una estensione del linguaggio oggetto, così come l'operatore metalinguistico sequente è un'estensione dell'operatore linguistico di implicazione logica.